# Gary Anthony Williams
Gary Anthony Williams (Atlanta, 14 de marzo de 1966) es un actor estadounidense. Recientemente ha aparecido en la serie televisiva Boston Legal. Adicionalmente, es conocido por su papel recurrente en Malcolm in the Middle, de la cadena Fox, como "Abe" Kenarban. Ha hecho voces para series animadas de Adult Swim, incluyendo Uncle Ruckus para «The Boondocks» y Coroner Rick en «Stroker and Hoop».
Williams aparece en el primer show en vivo de Adult Swim, «Saul of the Mole Men».
Williams es uno de los cofundadores y director artístico del festival L. A. Comedy Shorts en Hollywood (California).

## Biografía

### Juventud y carrera
Williams nació en Atlanta (estado de Georgia). Antes de mudarse a Los Ángeles en 1998, Williams estuvo involucrado en teatro, comedia y televisión en Atlanta, donde sus créditos incluyen actuar con el Georgia Shakespeare Festival, actuar y escribir para Agatha’s: a taste of mystery y ser antiguo miembro de la troupe improvisada más vieja de Atlanta: Laughing Matters. Williams tuvo papeles recurrentes en las series de televisión I’ll fly away y In the heat of the night, ambas filmadas en el área de Atlanta.

### Televisión
Papeles de Williams incluyen a Abraham "Abe" Kenarban (el padre de Stevie) en la comedia de Fox para televisión Malcolm in the Middle y al alguacil de la juez Trudy en The Amanda Show de Nickelodeon. Williams también era recurrente en la serie de sketchs cómicos de WB Televisión Network, Blue Collar TV.
Durante la temporada tres y cuatro de Boston Legal, Williams apareció como Clarence Bell, un abogado part-time patológicamente tímido que se expresa a través de personajes, incluyendo mujeres travestidas (por ejemplo una monja y celebridades tales como Oprah Winfrey). El personaje de Clarence/Clarice iba a aparecer originalmente en sólo un episodio, pero se expandió a un personaje recurrente, y finalmente, parte del elenco permanente. 
Williams participa en dos shows de Adult Swim, uno siendo un técnico de STRATA en Saul of the Molemen, y el otro Uncle Ruckus, un afroamericano que se odia a sí mismo, en The Boondocks. Williams actualmente se encuentra trabajando en una nueva serie animada de Mike Judge.
Actualmente dobla la voz del personaje Mr. Dos en la nueva serie de Playhouse Disney Special Agent Oso.

### Cine
Williams ha aparecido en películas, como Undercover Brother, Harold and Kumar Go to White Castle, y Soul Plane. (En el estreno de la segunda temporada de The Boondocks, "...Or die trying", se puede ver a Riley Freeman y Robert Freeman mirando el tráiler de Soul Plane 2, cuando oyen la voz de Williams y del abuelo, John Witherspoon (que tiene un papel en Soul Plane) teniendo una conversación en el avión.). Williams también fue la voz del personaje principal en la serie animada de internet de Undercover Brother. Además, fue la voz de Sweet, en Trumpet of the Swan. Williams aparecerá en el film próximo a estrenarse, The Factory, protagonizado por John Cusack.

### Comedia improvisada
Williams, Fuzzbee Morse y Nick Jameson actúan como el trío The Flying Fannoli Brothers, una banda de improvisación. También se presenta en The Groundlings Theatre en Los Ángeles, en el show Cookin' With Gas, además de regresar a Atlanta para actuar junto con Laughing Matters una o dos veces por año.